# サン・ミニアート
サン・ミニアート（伊: San Miniato）は、イタリア共和国トスカーナ州ピサ県にある、人口約28,000人の基礎自治体（コムーネ）。

## 地理

### 位置・広がり

#### 隣接コムーネ
隣接するコムーネは以下の通り。括弧内のFIはフィレンツェ県所属を示す。
- カステルフィオレンティーノ (FI)
- カステルフランコ・ディ・ソット
- チェッレート・グイーディ (FI)
- エンポリ (FI)
- フチェッキオ (FI)
- モンタイオーネ (FI)
- モントーポリ・イン・ヴァル・ダルノ
- パラーイア
- サンタ・クローチェ・スッラルノ

### 気候分類・地震分類
サン・ミニアートにおけるイタリアの気候分類 (it) および度日は、zona D, 1513 GGである。
また、イタリアの地震リスク階級 (it) では、zona 3 (sismicità bassa) に分類される。

## 行政

### 分離集落
サン・ミニアートには、以下の分離集落（フラツィオーネ）がある。
- Balconevisi, Cigoli, Corazzano, Cusignano, Isola, La Catena, La Scala, La Serra, Molino d'Egola, Ponte a Egola, Ponte a Elsa, Roffia, San Donato, San Miniato Basso, San Romano, Stibbio

## 姉妹都市
- Silly、ベルギー
- ヴィルヌーヴ＝レザヴィニョン、フランス
- ポリニャーノ・ア・マーレ、イタリア

## 文化・観光
「スローシティ」加盟都市である。

## 人物

### 著名な出身者
- フランチェスコ・スフォルツァ - 15世紀の傭兵隊長、ミラノ公。